# Kyiv Open 2021
Il Kyiv Open 2021 è stato un torneo maschile di tennis giocato sulla terra rossa. È stata la 1ª edizione del torneo, facente parte della categoria Challenger 80 nell'ambito dell'ATP Challenger Tour 2021. Si è giocato al Tennis Park di Kiev, in Ucraina, dal 6 al 12 settembre 2021.

## Partecipanti

### Teste di serie
| Nazionalità | Giocatore                | Ranking* | Testa di serie |
| ----------- | ------------------------ | -------- | -------------- |
| Argentina   | Sebastián Báez           | 155      | 1              |
| Portogallo  | Frederico Ferreira Silva | 180      | 2              |
| Francia     | Quentin Halys            | 183      | 3              |
| Kazakistan  | Dmitrij Popko            | 193      | 4              |
| Regno Unito | Jay Clarke               | 206      | 5              |
| Ucraina     | Serhij Stachovs'kyj      | 227      | 6              |
| Francia     | Constant Lestienne       | 248      | 7              |
| Francia     | Tristan Lamasine         | 260      | 8              |

* Ranking al 30 agosto 2021.

### Altri partecipanti
I seguenti giocatori hanno ricevuto una wild card per il tabellone principale:
- Illya Beloborodko
- Oleksii Krutykh
- Richard Zusman

Il seguente giocatore è entrato in tabellone con il ranking protetto:
- Joris De Loore

I seguenti giocatori sono entrati in tabellone come alternate:
- Alessandro Bega
- Ergi Kırkın

I seguenti giocatori sono passati dalle qualificazioni:
- Ivan Gakhov
- Georgii Kravchenko
- Alex Rybakov
- Clément Tabur

## Punti e montepremi
| Torneo    | Torneo              | V     | F     | SF    | QF    | 2T  | 1T  | Q | Q2  | Q1  |
| Singolare | Punti               | 80    | 48    | 29    | 15    | 7   | 0   | 4 | 2   | 0   |
| Singolare | Premi in denaro ($) | 6 190 | 3 650 | 2 160 | 1 260 | 730 | 450 | – | 225 | 115 |
| Doppio    | Punti               | 80    | 48    | 29    | 15    | –   | 0   | – | –   | –   |
| Doppio    | Premi in denaro ($) | 2 670 | 1 550 | 930   | 550   | –   | 310 | – | –   | –   |

## Campioni

### Singolare
Franco Agamenone ha sconfitto in finale  Sebastián Báez per 7–5, 6–2.

### Doppio
Orlando Luz /  Oleksandr Nedovjesov hanno sconfitto in finale  Denys Molčanov /  Serhij Stachovs'kyj per 6–4, 6–4.